# Монтефлавио
Монтефла̀вио (на италиански: Monteflavio) е село и община в Централна Италия, провинция Рим, регион Лацио. Разположено е на 800 m надморска височина. Населението на общината е 1420 души (към 2010 г.).